# 特雷加斯泰勒
特雷加斯泰勒（法語：Trégastel，法語發音：[tʁeɡastɛl]）是法国阿摩尔滨海省的一个市镇，位于该省西北部，属于拉尼永区。

## 地理
特雷加斯泰勒（48°49'1"N, 3°30'49"W）面积7 平方千米，位于法国布列塔尼大區阿摩尔滨海省，该省份为法国西北部沿海省份，位于布列塔尼半岛北部，北濒大西洋英吉利海峡，西接菲尼斯泰尔省，南至莫尔比昂省，东临伊勒-维莱讷省。
与特雷加斯泰勒接壤的市镇（或旧市镇、城区）包括：佩罗斯吉雷克、普勒默尔博杜。

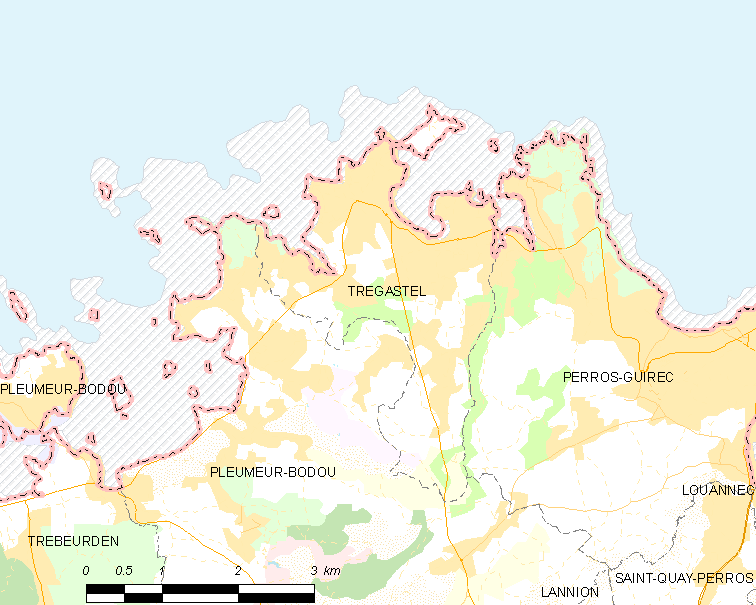
特雷加斯泰勒的OSM定位图

特雷加斯泰勒的时区为UTC+01:00、UTC+02:00（夏令时）。

## 行政
特雷加斯泰勒的邮政编码为22730，INSEE市镇编码为22353。

## 政治
特雷加斯泰勒所属的省级选区为佩罗斯吉雷克县。

## 人口

1962-2008年间特雷加斯泰勒人口变化图示

特雷加斯泰勒于2022年1月1日时的人口数量为2532人。